# Zmarli w roku 1919
Lista osób zmarłych w 1919:

## styczeń 1919
- 4 stycznia – Georg von Hertling, niemiecki polityk, profesor filozofii, premier Bawarii, kanclerz Cesarstwa Niemieckiego i premier Prus (ur. 1843)
- 6 stycznia – Theodore Roosevelt, dwudziesty szósty prezydent USA, laureat Nagrody Nobla (ur. 1858)
- 7 stycznia – Zoltán Votisky, węgierski taternik (ur. 1883)
- 15 stycznia:
  - Andrzej Małkowski, jeden z twórców polskiego skautingu, instruktor i teoretyk harcerstwa, działacz polskich organizacji młodzieżowych i niepodległościowych (ur. 1888)
  - Karl Liebknecht, niemiecki polityk komunistyczny pochodzenia żydowskiego (ur. 1871)
  - Róża Luksemburg, działaczka i ideolog polskiego i niemieckiego ruchu robotniczego (ur. 1871)
- 18 stycznia – Jan Windsor, książę Wielkiej Brytanii (ur. 1905)
- 27 stycznia – Endre Ady, poeta węgierski (ur. 1877)
- 28 stycznia – Franz Mehring, niemiecki filozof, teoretyk i historyk marksistowski (ur. 1846)

## luty 1919
- 14 lutego – Wiktor Gomulicki, pisarz i publicysta (ur. 1848)
- 16 lutego – Rudolf Dittrich, austriacki muzyk (ur. 1861)
- 17 lutego – Wilfrid Laurier, pierwszy frankofon na stanowisku premiera Kanady (ur. 1841)

## marzec 1919
- 13 marca – Arthur O’Leary, irlandzki kompozytor, pianista i pedagog (ur. 1834)
- 25 marca:
  - bł. Michalina Jozafata Hordaszewska (ur. 1869)
  - Wilhelm Lehmbruck, niemiecki rzeźbiarz (ur. 1881)
- 27 marca – Jan Lehr, podporucznik piechoty Wojska Polskiego, kawaler Virtuti Militari (ur. 1893)
- 28 marca – Shaikhzada Babich, baszkirski poeta (ur. 1895)

## kwiecień 1919
- 4 kwietnia:
  - William Crookes, fizyk i chemik angielski (ur. 1832)
  - Franciszek Marto, świadek objawienia w Fatimie, święty katolicki (ur. 1908)
- 10 kwietnia – Emiliano Zapata, meksykański anarchista i rewolucjonista (ur. 1879)
- 26 kwietnia – Napoleon Cybulski, polski fizjolog, odkrywca adrenaliny (ur. 1854)
- 27 kwietnia – Maria Antonia Bandres, zakonnica, błogosławiona katolicka (ur. 1898)
- 30 kwietnia – Kazimierz Schaller, polski oficer, kawaler Virtuti Militari (ur. 1896)

## maj 1919
- 4 maja – Milan Rastislav Štefánik, słowacki polityk, z wykształcenia inżynier i astronom (ur. 1880)
- 6 maja – Lyman Frank Baum, amerykański pisarz (ur. 1856)
- 14 maja – Henry John Heinz, amerykański twórca znanej marki keczupu (ur. 1844)
- 19 maja – Rafał Ludwik Rafiringa, Brat Szkolny z Madagaskaru, błogosławiony katolicki (ur. 1856)

## czerwiec 1919
- 3 czerwca – Diego Oddi, włoski franciszkanin, błogosławiony katolicki (ur. 1839)
- 10 czerwca – Adolf Zeligson, polski architekt, twórca łódzkiej architektury (ur. 1867)
- 22 czerwca – Edmund Zieleniewski, polski przemysłowiec, działacz społeczny (ur. 1855)
- 26 czerwca – Mieczysław Kowalewski, polski zoolog i parazytolog (ur. 1857)
- 30 czerwca – John William Strutt, brytyjski fizyk, profesor uniwersytetu w Cambridge, laureat Nagrody Nobla (ur. 1842)

## lipiec 1919
- 5 lipca – Władysław Pieńkowski, burmistrz Radomska, prezydent Zgierza, prezydent Łodzi (ur. 1846)
- 10 lipca – Jean Navarre, francuski lotnik okresu I wojny światowej; jako pierwszy uzyskał tytuł asa myśliwskiego (ur. 1895)
- 15 lipca – Hermann Emil Fischer, niemiecki chemik, laureat Nagrody Nobla (ur. 1852)
- 18 lipca – Raymonde de Laroche, francuska lotniczka, pierwsza kobieta, która uzyskała licencję pilota (ur. 1882)
- 22 lipca – Zygmunt Gidlewski, polski oficer w służbie rosyjskiej (ur. 1859)
- 26 lipca – Edward Poynter, brytyjski malarz (ur. 1836)

## sierpień 1919
- 9 sierpnia – Ruggero Leoncavallo, włoski kompozytor operowy (ur. 1857)
- 11 sierpnia – Andrew Carnegie, amerykański przemysłowiec pochodzenia szkockiego, jeden z najbogatszych ludzi swego czasu na świecie (ur. 1835)
- 20 sierpnia – Iwan Łuckiewicz (biał. Іва́н Луцке́віч), białoruski działacz narodowy (ur. 1881)

## wrzesień 1919
- 12 września – Leonid Andriejew (ros. Леонид Николаевич Андреев), rosyjski pisarz, dramaturg, dziennikarz (ur. 1871)

## październik 1919
- 7 października – Alfred Deakin, australijski polityk i prawnik, drugi premier Australii (ur. 1856)
- 13 października – Karl Gjellerup, duński poeta, dramaturg i powieściopisarz, piszący zarówno w języku duńskim, jak i niemieckim, laureat Nagrody Nobla (ur. 1857)

## listopad 1919
- 15 listopada:
  - Michał Doliwo-Dobrowolski, elektrotechnik, elektryk i wynalazca pochodzenia polskiego; pionier techniki prądu trójfazowego (ur. 1862)
  - Alfred Werner, chemik szwajcarski, laureat Nagrody Nobla (ur. 1866)

## grudzień 1919
- 3 grudnia – Auguste Renoir, malarz francuski (ur. 1841)
- 9 grudnia – Władysław Kulczyński senior, polski zoolog, arachnolog, taternik (ur. 1854)
- 28 grudnia – Johannes Rydberg, fizyk szwedzki (ur. 1854)
- data dzienna nieznana: 
  - Olimpia Bielajew – konspiratorka sprzed powstania styczniowego, działaczka Komitetu Polskiego i kurierka Rządu Narodowego (ur. 1840)